# Bisköldkörtlar

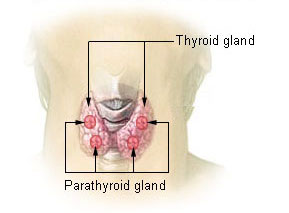
Illustration av var bisköldkörtlarna (engelska parathyroid gland) är belägna, på halsen bakom sköldkörteln.

Bisköldkörtlar, latin glandula parathyreoidea, paratyreoideakörtel, är endokrina organ det vill säga hormonproducerande körtlar. Människan har vanligen fyra men vid vissa fall sex eller åtta bisköldkörtar, belägna bakom eller inuti sköldkörteln. Bisköldkörtlarna utsöndrar bisköldkörtelhormon, paratyreoideahormon (PTH).
Att skilja mellan vävnad från sköldkörteln och bisköldkörtlarna histologiskt är lätt, då bisköldkörtlarna innehåller tätare sammanpackade celler. Under en operation kan det vara svårare att skilja ut dess vävnader från fett eller sköldkörteln
Bisköldkörteln innehåller två celltyper:
| Namn           | Färgning | Kvantitet | Storlek | Funktion                                  |
| huvudceller    | mörka    | många     | små     | tillverkar bisköldkörtelhormon (se nedan) |
| oxyfila celler | ljusare  | få        | större  | okänd funktion                            |

## Historik
Bisköldkörtlarna påvisades först av den engelske anatomiprofessorn Richard Owen när han under vintern 1849-50 dissekerade en tvåtons indisk noshörning (Rhinoceros unicornis) som avlidit i Londons zoo, vilket publicerades 1852 utan att kunna förklara vad de hade för betydelse. Det medförde bland annat att de fick ett rent deskriptivt namn, att de fanns vid sköldkörteln. Det var  Ivar Sandström som upptäckte dem även hos andra arter inklusive människan och beskrev detta 1877, då han var läkarstudent vid Uppsala universitet. Bisköldkörtlarna är det senast upptäckta makroskopiska (större) organet i människokroppen.

## Fysiologi
Den enda kända funktionen för bisköldkörtlarna är att kontrollera omsättningen av kalcium, som måste hållas inom ett ganska snävt intervall för att nerver och muskler ska fungera väl.
Huvudcellerna ligger i follikelarrangemang omgärdade av många blodkärl. Cellerna har kalciumreceptorer (kalcium-sensingreceptorer) som känner av när nivåerna av kalcium i blodet sjunker och ökar hormonfrisättningen till blodet.
Bisköldkörtelhormonerna är proteinhormon som ökar blodets kalciumnivåer genom att:
- Stimulera osteoklasterna att bryta ner benväv i skelettet vilket innehåller kalcium i form av hydroxapatit
- Stimulera tarmarnas upptag av kalcium genom att aktivera vitamin D vilket i sin tur ökar genuttrycket av kalciumbindande protein i tarmmukosan.
- Stimulerar återupptaget av kalcium från njurarna

## Sjukdomar i bisköldkörtlarna
Endokrina sjukdomar som kan drabba bisköldkörteln är primär hyperparatyreos och hypoparatyreos. Hyperparatyreos, överproduktion av bisköldkörtelhormoner ut i blodet leder med tiden till olika skador och rubbningar, som ökad nedbrytning (resorption) av skelettet vilket gör skelettet svagare, så kallad benskörhet, (osteoporos). Motsatsen, hypoparatyreos, det vill säga underskott av produktion av parathyroideahormon, är som sjukdom ett mycket ovanligt tillstånd. I sällsynta fall kan det orsakas som en postoperativ komplikation efter sköldkörteloperation.